# Sklerokornea
Die Sklerokornea ist eine sehr seltene angeborene Trübung der Hornhaut des Auges. Dabei besteht eine nicht entzündliche Vaskularisation mit Narbenbildung der Hornhaut, meist am Rande. Nur selten ist die gesamte Hornhaut vernarbt.
Die Erstbeschreibung stammt aus dem Jahre 1985 durch James H. Elliot und Mitarbeiter.
„Sklerokornea“ bedeutet, dass die Kornea eingetrübt ist und wie die Skleren aussieht, sie gilt als einer häufigsten Ursachen angeborener Blindheit.
Häufigkeit und Ursache sind nicht bekannt, bislang wurde über weniger als 100 Betroffene berichtet. Es wird autosomal-dominante Vererbung angenommen.
Die Erkrankung tritt meistens beidseitig ohne weitere Auffälligkeiten oder assoziierte Fehlbildungen auf, häufiger sporadisch als familiär vererbt, es sollen auch autosomal rezessive Formen geben. Das Ausmaß der Eintrübung und damit der Sehbehinderung kann sehr variabel sein.